# Ćiril Kos
Ćiril Kos (* 19. November 1919 in Ribić Brijeg bei Ivanec, Königreich Jugoslawien, heute Kroatien; † 6. Juli 2003 in Osijek, Kroatien) war Bischof des römisch-katholischen Erzbistums Đakovo-Osijek.

## Leben
Geboren wurde Ćiril Kos 1919 in der Ortschaft Ribić Brijeg in der Gespanschaft Varaždin. In der Kindheit zog Kos mit seinen Eltern nach Slawonien in den Ort Harkanovce. Seine gymnasiale Schulausbildung erfolgte in der Herzegowina, in der Stadt Široki Brijeg. Das Theologiestudium absolvierte Kos an der Theologischen Fakultät von Đakovo. Kurz vor seinem 25. Lebensjahr, am 9. Juli 1944, wurde er im Bistum Đakovo und Syrmien, heute Erzbistum Đakovo-Osijek, zum Priester geweiht. Die feierliche Primiz fand am 16. Juli 1944 in seinem Heimatort Harkanovci statt.
Ab August, desselben Jahres, bis Ende Oktober 1944 war Kos zunächst als Kaplan pastoral in Srijemska Mitrovica tätig. Während des Zweiten Weltkriegs wurde er zudem mit der Leitung der römisch-katholischen Pfarrei in Srijemska-Mitrovica beauftragt. Ab 1946 bis 1951 wurde Ćiril Kos Pfarrer in der Kirchengemeinde St. Matthäus in Trnjani. Danach, ab 1951 bis 1959, war Kos Spiritual im Theologenkonvikt von Đakovo. Durch das kommunistische Regime Jugoslawiens wurde Kos zu einer siebenjährigen Gefängnishaft verurteilt. Diese büßte er vom 5. November 1962 bis zum Jahr 1973 im Gefängnis Stara Gradiška ab. Nach seiner Inhaftierung übernahm er den Dienst als Sekretär im Ordinariat von Đakovo, ebenda von 1973 bis 1974 die Aufgaben eines Kapitularvikars. Die Ernennung zum Bischof des Bistums Đakovo und Syrmien  erfolgte am 6. Februar 1974, im Alter von 54 Jahren. Der damalige apostolische Delegat in der Sozialistischen Föderativen Republik Jugoslawien Erzbischof Mario Cagna spendete Ćiril Kos am 17. März 1974 die Bischofsweihe. In der Kroatischen Bischofskonferenz war er in verschiedenen Funktionen tätig gewesen, darunter verdient besondere Erwähnung seine jahrelange Leitung der Kommission für die Katechese. Am 23. Februar 1989 erhielt Ćiril Kos die Ehrendoktorwürde honoris causa, durch die Katholische Fakultät Zagreb verliehen. Kos war insgesamt der vierte Bischof des Bistums Đakovo und Syrmien. Den bischöflichen Dienst übte er 29 Jahre lang, bis zum Ruhestand am 6. Februar 1997, aus. 1996 wurde er mit dem Fürst-Trpimir-Orden ausgezeichnet.
Ćiril Kos starb am 6. Juli 2003 im Klinikum von Osijek, im Alter von 83 Jahren und nach insgesamt 59 Jahren im priesterlichen Dienst. Seine Ruhestätte befindet sich in der Krypta der Bischöfe von Đakovo und Syrmien in der Kathedrale zu Đakovo, wo er am 8. Juli 2003 beigesetzt wurde.